# Bombardowanie Papeete
Bombardowanie Papeete – atak okrętów Niemieckiej Eskadry Wschodnioazjatyckiej na Papeete w Polinezji Francuskiej. Miał on miejsce 22 września 1914 roku, podczas I wojny światowej. Niemieckie krążowniki pancerne „Scharnhorst” i „Gneisenau” weszły do portu w Papeete na wyspie Tahiti, zatopiły francuską kanonierkę „Zélée” i frachtowiec „Walküre”, a następnie ostrzelały umocnienia w mieście. Francuska artyleria nadbrzeżna odpowiedziała ogniem, lecz nie zdołała uzyskać żadnych trafień. Głównym celem Niemców było przejęcie zapasów węgla składowanych w mieście, lecz zostały one zniszczone przez obrońców już na samym początku ostrzału.
Niemieckim okrętom udało się zatopić francuską kanonierkę i zniszczyć kilka budynków w Papeete, samemu nie ponosząc przy tym żadnych strat. Zakłócona została stabilność gospodarcza miasta. Najważniejszą strategicznie konsekwencją było ujawnienie pozycji niemieckich krążowników brytyjskiej Admiralicji, która wysłała na Pacyfik Eskadrę Zachodnich Indii pod dowództwem Christophera Cradocka. W bitwie pod Coronelem została ona unicestwiona przez Niemiecką Eskadrę Wschodnioazjatycką, która z kolei miesiąc późnej sama została zniszczona w bitwie koło Falklandów, do czego w znacznym stopniu przyczyniło się zużycie amunicji podczas bombardowania Papeete.

## Tło
Wiadomość o rozpoczęciu wojny dotarła do wiceadmirała Maximiliana von Spee, dowódcy Niemieckiej Eskadry Wschodnioazjatyckiej, w momencie gdy znajdował się ze swoimi okrętami na Ponape. Zdecydował się on skoncentrować większość swojej eskadry w pobliżu wyspy Pagan na Marianach, a następnie wypłynął na Pacyfik razem ze swoimi krążownikami pancernymi typu Scharnhorst SMS „Scharnhorst” i SMS „Gneisenau”, krążownikiem lekkim typu Königsberg SMS „Nürnberg”, krążownikiem pomocniczym SMS „Titania” i kilkoma węglowcami. „Nürnberg” i „Titania” zostały wysłane w pobliże Hawajów by zebrać informacje wywiadowcze i zniszczyć stację telegraficzną na wyspie Fanning. Spee natomiast, dowiedziawszy się o zajęciu Samoa Niemieckiego przez aliantów, skierował się razem ze swoimi krążownikami pancernymi w tamten rejon, licząc na nawiązanie kontaktu z siłami nieprzyjaciela. Jednak gdy dotarł do Apii nie odnalazł tam przeciwnika, a ponieważ od czasu opuszczenia wyspy Pagan jego załogi pozostawały praktycznie bezczynne, niemieccy marynarze byli skorzy do walki.
Spee zdecydował się zatem przeprowadzić rajd na Papeete na wyspie Tahiti w drodze na spotkanie z resztą swojej eskadry na Wyspie Wielkanocnej. W tym czasie we francuskim porcie znajdowało się ponad 5000 ton wysokiej jakości węgla z Cardiff, który Spee chciał zdobyć i uzupełnić nim swoje zapasy. Ponadto zamierzał zatopić wszelkie alianckie statki znajdujące się w porcie oraz liczył, że rajd podniesie morale jego załóg. Przedtem jednak planował bunkrowanie na Wyspach Suworowa, ale wysokie fale oceaniczne uniemożliwiały załadunek węgla. Spee zabrał więc „Scharnhostra” i „Gneisenau” na Bora-Bora, by tam spróbować uzupełnić zapasy, podczas gdy „Nürnberg” i „Titania” zostały wysłane na Nuku Hiva, gdzie miały pilnować niemieckich węglowców. 21 września krążowniki zakotwiczyły na Bora-Bora, nie wywieszając narodowej bandery i podając się za okręty Royal Navy. Na pokładach znajdowali się jedynie mówiący po angielsku i francusku marynarze, którzy przyjęli wysłanych z wyspy policjantów. Wkrótce na „Scharnhorsta” przybyli również przedstawiciele lokalnych władz, którzy przekazali wiadomości wojenne i na prośbę gości opisali obronę Papeete, wielkość tamtejszych składów węgla oraz ich dokładne położenie. Dodatkowo Niemcy zaopatrzeni zostali w węgiel i żywność, płacąc za to złotem zdobytym przez „Nürnberg” i „Titanię” podczas rajdu na Fanning.
Francuzi nie mieli silnej obrony na Tahiti, lecz zostali ostrzeżeni, że niemiecka eskadra widziana była w pobliżu Samoa i może przeprowadzić rajd na wyspę. Chociaż Papeete było stolicą francuskich posiadłości na Pacyfiku, to do 1914 roku stało się zamorskim zaściankiem, pozbawione stacji radiowej i z garnizonem złożonym z zaledwie 25 żołnierzy piechoty kolonialnej i 20 żandarmów. Aby wzmocnić obronę miasta por. Maxime Destremau, dowódca stacjonującej w Papeete kanonierki „Zélée” oraz oficer o najwyższym stopniu na wyspie, kazał zdemontować ze swojego okrętu rufowe działo kal. 100 mm oraz wszystkie działa kal. 65 mm i 37 mm, i umieścić je na brzegu zamiast przestarzałych dział artylerii nadbrzeżnej. Kilka ciężarówek Forda przerobiono na improwizowane samochody pancerne, montując na nich działa kal. 37 mm uprzednio zdjęte z kanonierki. Ponadto przećwiczono 160 marynarzy i żołnierzy piechoty morskiej w celu odparcia ewentualnego niemieckiego desantu. „Zélée” pozostawiono jedynie jej dziobowe działo kal. 100 mm oraz załogę złożoną z 10 ludzi pod dowództwem zastępcy Destremau, ppor. Barbiera. Poza kanonierką i umocnieniami portowymi, Francuzi posiadali również nieuzbrojony niemiecki statek transportowy „Walküre”, zdobyty przez „Zélée” na początku wojny. Pomimo poczynionych przygotowań, dwa niemieckie krążowniki były aż nadto wystarczająco uzbrojone w porównaniu z siłami Destremau w mieście. „Scharnhorst” i „Gneisenau” wyposażone były w osiem dział kal. 210 mm, sześć dział kal. 150 mm, osiemnaście dział kal. 88 mm i cztery wyrzutnie torpedowe każdy. Spee miał ponadto przewagę liczebną; mając pod sobą 1500 marynarzy łatwo mógł pokonać obrońców na lądzie, gdyby zdecydował się na przeprowadzenie desantu.

## Bitwa

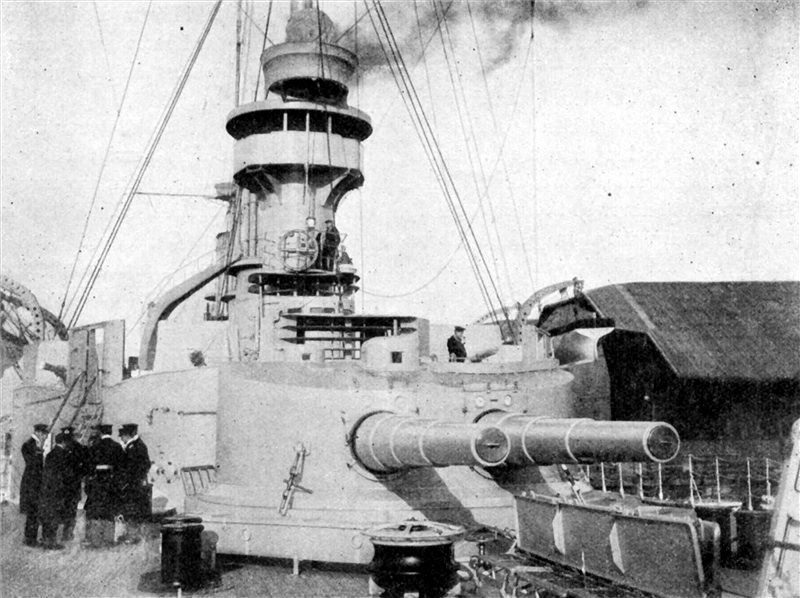
Jedna z wież artylerii głównej „Scharnhorsta”

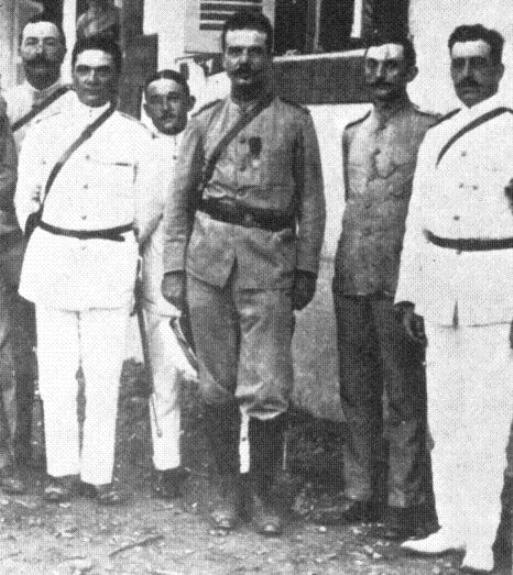
Por. Maxime Destremau (w środku) razem ze swoim sztabem w Papeete, 1914 r.

22 września 1914 roku o godzinie 7:00 Francuzi zauważyli dwa niezidentyfikowane krążowniki zbliżające się do portu w Papeete. Wszczęto alarm, zniszczono latarnie sygnałowe i oddano trzy strzały ostrzegawcze, nakazując identyfikację zbliżającym się okrętom. Krążowniki również oddały strzały ostrzegawcze oraz wywiesiły niemiecką banderę, jednocześnie żądając poddania się miasta. Francuzi odmówili, toteż niemieckie okręty rozpoczęły ostrzał miasta i baterii nadbrzeżnych z odległości 6000 metrów. Francuska artyleria i kanonierka odpowiedziały ogniem, lecz nie udało im się uzyskać żadnych trafień. Nie mogąc określić dokładnych pozycji nieprzyjacielskiej artylerii, Niemcy skierowali swoją uwagę na port i zacumowane w nim statki.
Francuzi próbowali zatopić swoje okręty, by zablokować wejście do portu, lecz bezskutecznie; unoszące się na wodzie „Zélée” i „Walküre” zostały dostrzeżone przez Niemców i ostrzelane, w wyniku czego niedługo potem oba znalazły się na dnie. Do tego czasu większość mieszkańców uciekła z miasta, które trawił pożar wywołany niemieckim ostrzałem. Ponadto nad zabudowaniami unosiły się kłęby czarnego dymu pochodzące z płonących zapasów węgla, które Destremau nakazał spalić już na samym początku starcia. Z powodu zniszczenia składów węgla oraz potencjalnego niebezpieczeństwa ze strony min morskich w porcie, Spee nie zdecydował się na przeprowadzenie lądowania. Około godziny 11:00 niemieckie okręty wycofały się z Papeete, a następnie skierowały w stronę Nuku Hiva, gdzie oczekiwały ich „Nürnberg”, „Titania” i węglowce.

## Następstwa

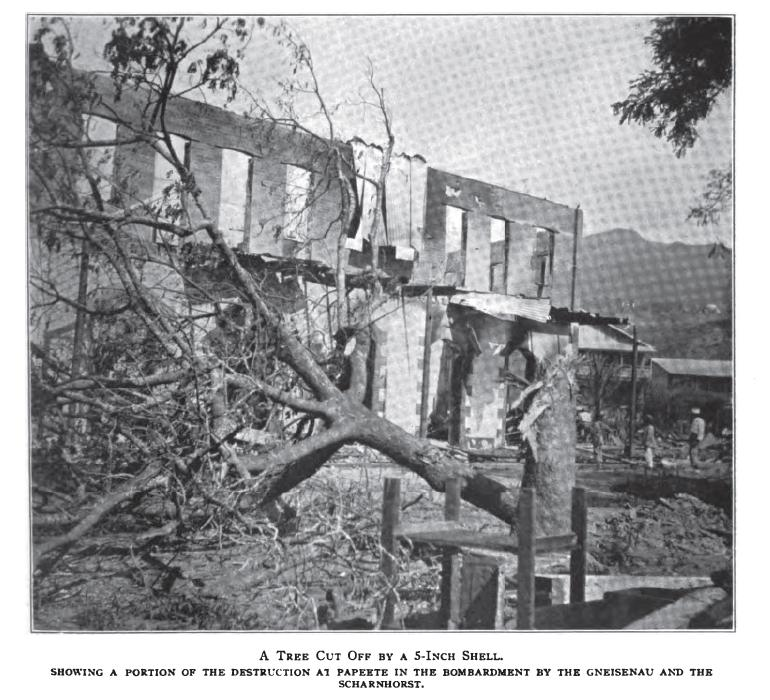
Zniszczenia w Papeete po niemieckim bombardowaniu

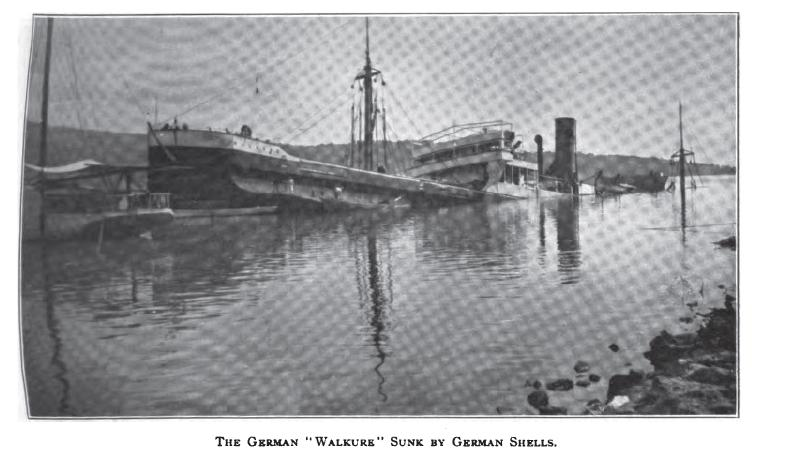
Na w pół zatopiony frachtowiec „Walküre”

Niemiecki ostrzał całkowicie zniszczył większą część miasta. Zanim ugaszono wszystkie pożary, doszczętnie spłonęły dwa całe kwartały. Wśród zniszczonych obiektów znajdowały się między innymi targ, sklep z koprą i spora liczba budynków mieszkalnych. Mimo iż większość mieszkańców uciekła w głąb wyspy już na początku ostrzału, to nie udało się uniknąć ofiar śmiertelnych: niemieckie pociski zabiły Japończyka i polinezyjskiego chłopca. Nie odnotowano natomiast strat wojskowych po żadnej ze stron, chociaż zatopione zostały oba francuskie okręty, a niemieckie krążowniki w ogóle nie otrzymały żadnego trafienia. W 1915 roku straty spowodowane bombardowaniem oszacowano na około 2 miliony franków. Część z nich została pokryta poprzez przejęcie niemieckiego sklepu na wyspie. Ponadto kilku niemieckich mieszkańców zostało internowanych i zmuszonych do naprawy szkód. Jednak internowanie niemieckich kupców spowodowało drastyczny spadek cen kopry, ponieważ to właśnie im lokalni dostawcy sprzedali większość swoich wyrobów. 18 dni później po wyspie rozeszły się pogłoski, że niedługo rozpocznie się kolejny niemiecki ostrzał, co wywołało ogólny niepokój wśród jej mieszkańców.
Po opuszczeniu Tahiti „Scharnhost” i „Gneisenau” spotkały się z „Nürnbergiem” i „Titanią” na Nuku Hiva. Załogi krążowników uzupełniły zapasy i zeszły na ląd, a następnie okręty wyruszyły na Wyspę Wielkanocną, gdzie miały połączyć się z resztą eskadry. Pomimo zniszczeń wyrządzonych w porcie i w mieście, Niemcom nie udało się osiągnąć najważniejszego celu, to znaczy przejąć francuskich zapasów węgla. Na dodatek brytyjska Admiralicja otrzymała dane o pozycji i kierunku rejsu niemieckiej eskadry i przekazała je wiceadmirałowi Christopherowi Cradockowi, który parę tygodni później starł się ze Spee pod Coronelem. Nie do zastąpienia były dziesiątki pocisków wystrzelonych przez krążowniki podczas bombardowania. Uszczuplenie zapasu amunicji przyczyniło się do klęski Niemieckiej Eskadry Wschodnioazjatyckiej w bitwie koło Falklandów na początku grudnia. Destremau otrzymał naganę od swoich niedoinformowanych przełożonych za nieudolną obronę miasta i utratę „Zélée”. Został odwołany, zaaresztowany i sprowadzony do Tulonu, gdzie miał być sądzony przez sąd wojenny. Zmarł jednak z powodu choroby w 1915 r. jeszcze przed rozpoczęciem procesu. Jego działania podczas obrony Papeete zostały docenione dopiero w 1918 roku i został pośmiertnie odznaczony Legią Honorową.

## Dalsza lektura
- Michel Gasse: Tahiti 1914 – Le vent de guerre. Lardy, Francja: A la frontière (maison d'édition), 2009, s. 352. ISBN 978-2-918665-00-7. (fr.).
- Heinz Burmester: Die Beschießung von Papeete durch deutsche Panzerkreuzer – ein neutraler Bericht, Deutsches Schiffahrtsarchiv 7, 1984, s. 147–152. (niem.)